# La Asunta (Santa Cruz)
La Asunta ist eine Ortschaft im Departamento Santa Cruz im Tiefland des südamerikanischen Anden-Staates Bolivien. 

## Lage im Nahraum
La Asunta ist viertgrößte Ortschaft des Landkreises (bolivianisch: Municipio) San Julián in der Provinz Ñuflo de Chávez. Die Ortschaft liegt auf einer Höhe von 241 m etwa 35 km östlich des bolivianischen Río Grande.

## Geographie
La Asunta liegt im bolivianischen Tiefland in der Region Chiquitanía, einer noch wenig besiedelten Landschaft zwischen Santa Cruz und der brasilianischen Grenze, die allerdings zwischen San Julián und San Ramón in den letzten Jahrzehnten einer raschen Agrarkolonisation unterworfen worden ist.
Das Klima der Region ist ein semi-humides Klima der warmen Subtropen. Die monatlichen Durchschnittstemperaturen schwanken im Jahresverlauf nur geringfügig zwischen 21 und 22 °C (siehe Klimadiagramm San Ramón) in den Wintermonaten Juni und Juli mit kräftigen kalten Südwinden, und 26 bis 27 °C von Oktober bis März.
Die jährliche Niederschlagsmenge liegt im langjährigen Mittel bei etwa 1000 mm, die vor allem in der Feuchtezeit von November bis März fällt, während die ariden Monate von Juli bis September Monatswerte zwischen 25 und 50 mm aufweisen.

## Verkehrsnetz
San Julián liegt in einer Entfernung von 174 Straßenkilometern nordöstlich von Santa Cruz, der Hauptstadt des Departamentos.
Von Santa Cruz aus führt die asphaltierte Fernstraße Ruta 4 über 47 Kilometer in östlicher Richtung über Cotoca nach Pailón. Hier trifft sie auf die Ruta 9, die in nördlicher Richtung über Los Troncos und San Julián nach weiteren 127 Kilometern La Asunta  erreicht. Die Ruta 9 führt dann weiter über Trinidad in den äußersten Nordosten des Landes nach Guayaramerín an der brasilianischen Grenze.

## Bevölkerung
Die Einwohnerzahl der Ortschaft ist in den vergangenen beiden Jahrzehnten auf mehr als das Zweieinhalbfache angestiegen:
| Jahr | Einwohner | Quelle       |
| ---- | --------- | ------------ |
| 1992 | 556       | Volkszählung |
| 2001 | 934       | Volkszählung |
| 2012 | 1 406     | Volkszählung |